# Miami Herald

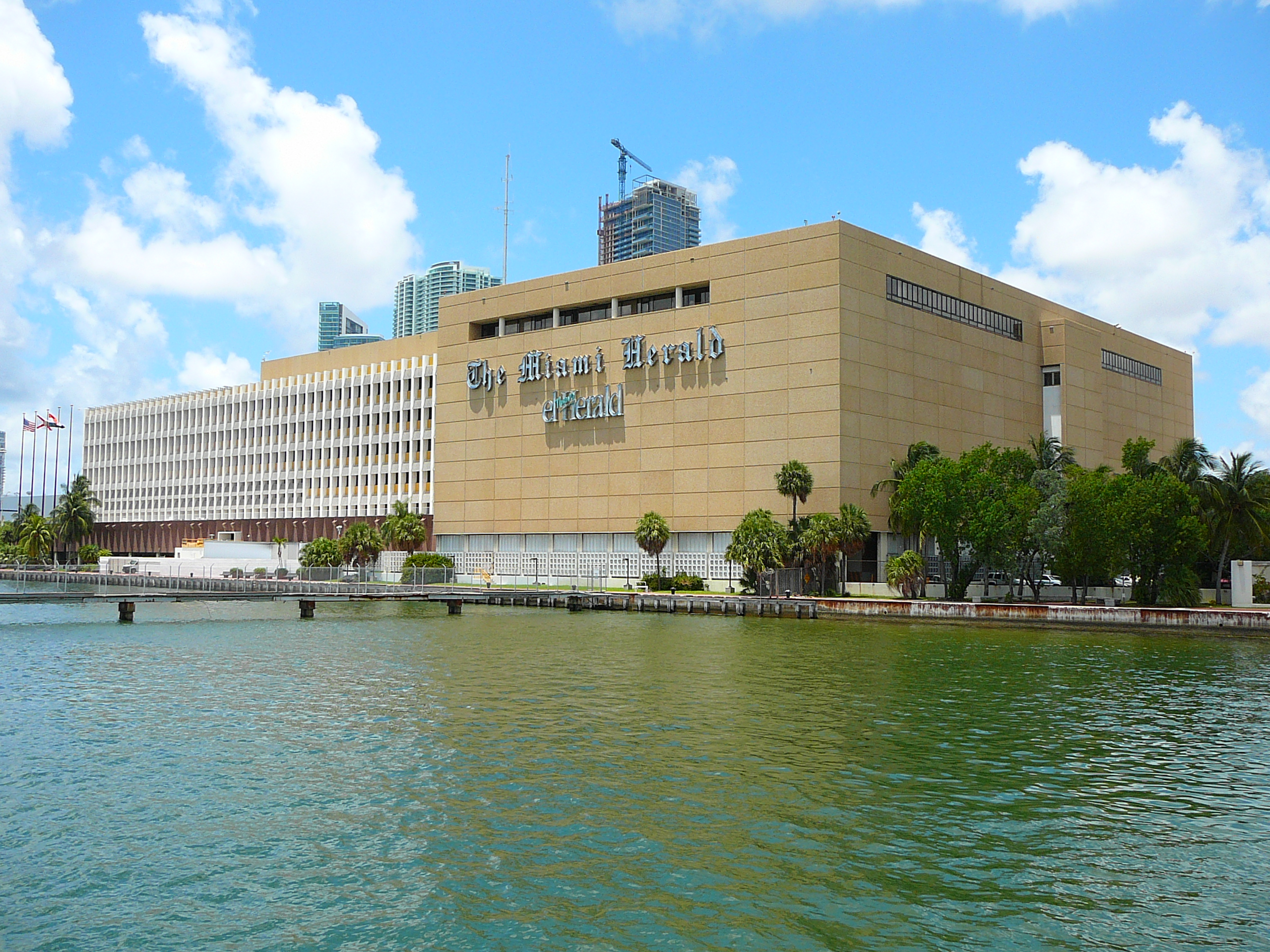
El antiguo edificio del The Miami Herald y El Nuevo Herald

The Miami Herald es un periódico diario, propiedad de The McClatchy Company, establecido en Gran Miami, Florida (EE. UU.). Tiene su sede en Doral. Primero se reparte en Miami-Dade, pero también es el periódico principal en el condado de Monroe, y circula por Hispanoamérica y el Caribe.
Emplea a unas 800 personas en Miami y sus otras oficinas que incluyen: Bogotá, Managua, Tallahassee, Vero Beach, Cayo Oeste. 
Tiene una versión en español, El Nuevo Herald.
El Miami Herald ha recibido en su historia 24 premios Pulitzer.

## Historia
En 1903, Frank B. Stoneman, padre de Marjory Stoneman Douglas, reorganizó y trasladó el Orlando Record a Miami. La primera edición se publicó el 15 de septiembre de 1903 como Miami Evening Record. Tras la recesión de 1907, el periódico tuvo graves dificultades financieras. En diciembre de 1907 comenzó a publicarse como Miami Morning News-Record. Su mayor acreedor era Henry Flagler. A través de un préstamo de Henry Flagler, Frank B. Shutts, que también era el fundador del bufete de abogados Shutts & Bowen, adquirió el periódico y lo rebautizó como Miami Herald el 1 de diciembre de 1910.
Shutts, originario de Indiana, había llegado a Florida para supervisar el proceso de quiebra del Fort Dallas Bank. Aunque es el periódico que más tiempo lleva publicándose ininterrumpidamente en Miami, el más antiguo de la región fue The Tropical Sun, fundado en 1891. The Miami Metropolis, que más tarde se convirtió en The Miami News, se fundó en 1896, y fue el competidor más antiguo del Herald hasta 1988, cuando quebró.
Durante el boom inmobiliario de Florida en la década de 1920, el Miami Herald fue el mayor periódico del mundo, medido en líneas de publicidad. Durante la Gran Depresión de la década de 1930, el Herald estuvo a punto de caer en suspensión de pagos, pero se recuperó.
En 1976 comenzó a publicarse un suplemento en español llamado El Herald. En 1987 pasó a llamarse El Nuevo Herald y en 1998 se convirtió en una publicación independiente.
En 2003, el Miami Herald y El Universal de Ciudad de México crearon una empresa conjunta internacional, y en 2004 lanzaron juntos The Herald Mexico, un efímero periódico en inglés para lectores de México. Su último número se publicó en mayo de 2007.
El 8 de septiembre de 2006, el presidente del Miami Herald, Jesús Díaz Jr., despidió a tres periodistas porque supuestamente habían sido pagados por el gobierno de Estados Unidos para trabajar en canales de radio y televisión de propaganda contra Cuba. Los tres eran Pablo Alfonso, Wilfredo Cancio Isla y Olga Connor. Menos de un mes después, respondiendo a las presiones de la comunidad cubana de Miami, Díaz dimitió tras reincorporar a los periodistas despedidos, afirmando que «las políticas que prohíben ese tipo de comportamiento se comunicaron de forma ambigua, se aplicaron de forma incoherente y se malinterpretaron ampliamente durante muchos años». No obstante, siguió afirmando que esos pagos, especialmente si proceden de órganos del Estado, violan los principios de independencia periodística.
El 17 de diciembre de 2019, se anunció que el Miami Herald pasaría a un formato de seis días a la semana.

## Silver Knight Awards
El Miami Herald Silver Knight Awards es uno de los programas de premios estudiantiles más prestigiosos de Estados Unidos. El programa de premios reconoce a individuos y líderes sobresalientes que han mantenido buenas calificaciones y han aplicado sus conocimientos y talentos para contribuir al servicio de sus escuelas y comunidades. El programa de los Premios fue instituido en el Miami Herald en 1959 por John S. Knight, antiguo editor de The Miami Herald, fundador y editor emérito de Knight-Ridder Newspapers y ganador del Premio Pulitzer 1968 de Redacción Editorial.

## Literatura
- Smiley, N. (1974). Knights of the Fourth Estate: The Story of the Miami Herald. E. A. Seemann Pub. ISBN 978-0-912458-42-7. Consultado el 12 de mayo de 2024.